# 이스마엘 윅세키
이스마엘 윅세키(튀르키예어: İsmail Yüksek, 1999년 1월 26일 ~ )는 튀르키예의 축구 선수이며, 페네르바흐체에서 미드필더로 뛰고 있다.